# Love in the 21st Century
Love in the 21st Century is een nummer van de Amerikaanse muzikant Glenn Frey uit 1993, bekend van Eagles. Het is de vierde en laatste single van zijn vierde soloalbum Strange Weather.
"Love in the 21st Century" is een vrolijk uptempo rocknummer. Zoals de titel al doet vermoeden, stelt de liedverteller zich in de tekst voor hoe liefde in de 21e eeuw zou zijn. Het nummer werd enkel in Duitsland een klein succesje, met een 53e positie.

## Tracklijst
- Cd-single

1. "Love in the 21st Century"
2. "Love in the 21st Century" (live)
3. "I've Got Mine" (live)
4. "Party Town" (live)